# Wilhelm Phillip Daniel Schulz
Wilhelm Phillip Daniel Schulz o Guillermo Schulz (1805 a en Dörnberg, Habichtswald,-1877 a Aranjuez) va ser un geòleg espanyol d'origen alemany. L'any 1826 arribà a Espanya i el 1830 va ser contractat pel govern espanyol com inspectorde mines de la zona de Galícia-Astúries. Va ser el primer en escalar el pic Naranjo de Bulnes
La reina Isabel II el 1849 el distingí pels seus mèrits professionals. De 1854 a 1857 va ser professor en la Escuela Especial de Ingenieros de Minas de Madrid. Després va ser president de la Comissió per a realitzar el mapa geològic d'Espanya. De 1854 fins 1857 va ser director de la Comissió per a la Carta Geológica de Madrid y General del Reino (l'actual Instituto Geológico y Minero de España).